# Morella lindeniana
Morella lindeniana là một loài thực vật có hoa trong họ Myricaceae. Loài này được (C. DC.) S. Knapp mô tả khoa học đầu tiên năm 2002.